# Chindongo heteropictus
Espèce
Statut de conservation UICN

 LC  : Préoccupation mineure
Chindongo heteropictus est une espèce de poissons d'eau douce de la famille des Cichlidae endémique du lac Malawi en Afrique. Ce cichlidé fait partie des espèces dites « Mbuna » (ou « M'buna ») ou « poisson brouteurs d'algues du lac Malawi ».

## Répartition
Ce poisson est endémique du lac Malawi et ne se rencontre qu'autour de l'île de Chizumulu en territoire du Malawi.

## Description
Chindongo heteropictus peut mesurer jusqu'à 86 mm, queue non comprise.

### Reproduction
Cette espèce est incubatrice buccale maternelle, les femelles gardent les œufs, larves et tout jeunes alevins environ trois semaines, protégés dans leur gueule (sans manger ou en filtrant très légèrement les micro-détritus). Les mâles peuvent se montrer très insistants dès les premières maturités sexuelles des femelles, il est préférable de maintenir cette espèce en groupes de plusieurs individus (au moins en « trio » : un mâle pour deux femelles), de manière à diviser l'agressivité d'un mâle dominant sur plusieurs individus. 

### Croisement, hybridation, sélection
Il est impératif de maintenir cette espèce seule ou en compagnie de poissons originaires du lac Malawi mais n'appartenant pas aux genres Chindongo ou Maylandia et ce pour éviter tout croisement. Le commerce aquariophile a également vu apparaitre un grand nombre de spécimens provenant d'Asie notamment et aux couleurs variées ou albinos, obtenus par sélection, hybridation ou autres procédés.

## Systématique
Le nom valide complet (avec auteur) de ce taxon est Chindongo heteropictus (Staeck (d), 1980).
L'espèce a été initialement classée dans le genre Pseudotropheus sous le protonyme Pseudotropheus heteropictus Staeck, 1980.
Chindongo heteropictus a pour synonymes :
- Maylandia heteropicta (Staeck, 1980)
- Maylandia heteropictus (Staeck, 1980)
- Metriaclima heteropictus (Staeck, 1980)
- Pseudotropheus heteropictus Staeck, 1980

### Étymologie
Son épithète spécifique, combinaison du grec ancien ἕτερος, héteros, « autre », et du latin picta, « peint », fait référence au dimorphisme sexuel avec des femelles jaune doré et des mâles bleu brillant.

### Publication originale
- (de + en) Wolfgang Staeck, « Pseudotropheus heteropictus n. sp. aus dem Malawi-See (Pisces: Cichlidae) », Senckenbergiana Biologica, Allemagne, vol. 60, nos 3-4,‎ 5 mars 1980, p. 159-162 (ISSN 0037-2102).